# NK Junak Sinj
NK Junak ist ein kroatischer Fußballverein aus der Stadt Sinj. Derzeit spielt er in der dritten kroatischen Liga.

## Geschichte
Der Verein wurde am 18. Juli 1916 gegründet, im Jahre 1971 gelang unter Spielertrainer Mirko Jozić mit dem Aufstieg in die zweite jugoslawische Liga der größte Erfolg des Vereins im ehemaligen Jugoslawien. Mit der Gründung der 1. HNL im unabhängigen Kroatien erhielt Junak Sinj einen Startplatz in der 2. HNL. Nach der Meisterschaft in der Staffel Süd gelang 1996 der Aufstieg in die 1. HNL „B“. Nach mehreren Jahren in der dritten Liga erhielt der Verein im Jahre 2008 als Drittplatzierter der Staffel Süd die Startberechtigung für die 2. HNL, weil der Erstplatzierte keine Lizenz erhielt und der Zweitplatzierte keine beantragt hatte.